# Ясный (Башкортостан)
Ясный (баш. Ясный) — деревня в Уфимском районе Республики Башкортостан Российской Федерации. Входит в состав Дмитриевского сельсовета.

## География

### Географическое положение
Расстояние до:
- районного центра (Уфа): 17 км,
- центра сельсовета (Дмитриевка): 2 км,
- ближайшей ж/д станции (Уфа): 17 км.

## Население
| 2002 | 2009 | 2010 |
| ---- | ---- | ---- |
| 33   | ↗49  | ↗51  |

Национальный состав
Согласно переписи 2002 года, преобладающая национальность — русские (55 %).